# Okkultation

Saturn-Bedeckung durch den Mond am 3. November 2001 (Zeitraffer)

Eine Okkultation (von lateinisch occultatio ‚Verbergen‘), deutsch auch Bedeckung oder Verfinsterung genannt, ist das Vorbeiziehen eines scheinbar größeren Himmelskörpers vor einem anderen.
Im umgekehrten Fall, wenn der bedeckte Himmelskörper der scheinbar größere ist, spricht man von einem Transit oder Durchgang.
Das häufigste dieser Phänomene sind Sternbedeckungen durch den Mond, die sich schon mit Hilfe eines kleinen Teleskops für Amateurastronomen alle paar Tage beobachten lassen. Seltener sind Okkultationen von Planeten durch den Mond. Bedeckungen heller Sterne durch Planeten oder gegenseitige Bedeckungen von Planeten sind außerordentlich seltene Himmelsereignisse. Rein geometrisch zählen auch Sonnenfinsternisse zu diesen Phänomenen.

## Definition
Die Okkultation ist ein Sonderfall einer Konjunktion. Der scheinbare Winkelabstand der beiden Himmelskörper ist dabei so gering, dass der nähere Himmelskörper den entfernteren aus Sicht des Beobachters teilweise oder vollständig bedeckt.
Ein Sonderfall der Okkultation ist die Finsternis (Eklipse), wenn das überdeckte Objekt so hell ist, dass diese Namensgebung angebracht ist, insbesondere also die Sonnenfinsternis (die Okkultation der Sonne durch den Mond), aber in gewissem Sinn auch die Mondfinsternis (die Okkultation der Sonne durch die Erde, nämlich vom Mond aus gesehen). Allerdings sind Mondfinsternisse echte Verfinsterungen, weil der Mond durch den Erdschatten wandert, wohingegen eine Sonnenfinsternis genau genommen eine „Sonnenbedeckung“ beziehungsweise eine „Erdfinsternis“ ist, weil ein Teil der Erdoberfläche durch den Mondschatten verfinstert wird.
Während Sternbedeckungen durch den Mond und Bedeckungen der Planetenmonde durch ihre Mutterplaneten relativ häufig vorkommen, sind Sternbedeckungen durch Planeten und Asteroiden von einem fixen Beobachtungsort aus gesehen sehr seltene Ereignisse. Noch seltener sind gegenseitige Planetenbedeckungen. Seit 1818 fand keine Bedeckung eines Planeten durch einen anderen statt, die nächste wird erst 2065 stattfinden.
Zur Beschreibung der geometrischen Eigenschaften einer von der Erde aus zu beobachtenden Bedeckung von Sternen oder Planeten durch den Mond werden die Besselschen Elemente verwendet, ebenso für Sonnenfinsternisse.

## Sternbedeckung
Als Sternbedeckung wird die Okkultation eines Fixsterns durch den Erdmond bezeichnet, aber auch durch andere Körper unseres Sonnensystems wie Planeten oder Asteroiden. Für den Beobachter auf der Erde verschwindet der Stern schlagartig hinter dem Himmelskörper – was durchaus ein Spannungselement darstellt – und taucht später auf der anderen Seite ebenso plötzlich wieder auf.
Sternbedeckungen durch den Mond sind am häufigsten (an Standorten in Europa etwa 5–10 pro Monat bis zu Sternen 6. Größe). Sie dauern bei zentralen Bedeckungen etwa 55 Minuten, bei streifenden entsprechend kürzer. Die Okkultation heller Sterne kann man auch freiäugig beobachten, insbesondere am dunklen Mondrand, doch ist sie teleskopisch genauer erfassbar.
Zeitmessungen mit einer guten Stoppuhr erreichen etwa 0,1 Sekunden (elektrooptische Sensoren noch genauer), woraus man noch bis vor kurzem die Mondbahn und die Höhe der Mondberge bestimmt hat. Aus längeren Messserien ergeben sich einige Dekameter in der Höhe.
Okkultationen durch Planeten kommen hingegen viel seltener vor. Auch aus der Umlaufbahn des Hubble-Teleskops werden Sternbedeckungen beobachtet.
Bei Planeten und Asteroiden können aus der Dauer der Verfinsterung und dem Verlauf der gemessenen Lichtkurve wichtige Daten des Himmelskörpers berechnet werden, z. B. Größe und Form des Asteroiden oder die Dichte und Zusammensetzung der Planeten-Atmosphäre. Sie absorbiert je nach enthaltenen Gasen bestimmte Anteile des Sternenlichts, sodass die Bedeckung nicht schlagartig erfolgt.

## Optische Okkultation

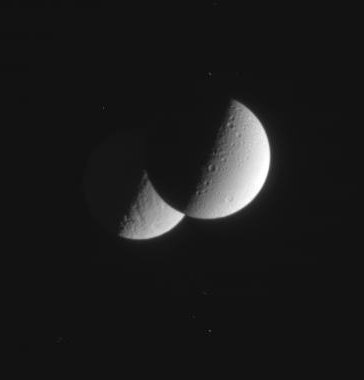
Okkultation von Rhea durch Dione (jeweils Saturnmonde)

Okkultationen von Fixsternen durch den Mond, Planeten, Planetenmonde oder Planetoiden hatten insbesondere vor dem Zeitalter der Raumfahrt eine große wissenschaftliche Bedeutung, denn man kann durch Messung ihrer Dauer den Durchmesser dieser Himmelskörper bestimmen.
Durch das Verhalten des Sternenlichts im Moment der Bedeckung (schlagartiges Verschwinden des Sternenlichts bei atmosphärenlosen Körpern wie beim Mond, allmähliches Verschwinden desselben bei Körpern mit Atmosphäre wie bei der Venus) konnte man Aussagen über eventuell vorhandene Atmosphären der Himmelskörper, welche die Bedeckung verursachen, machen.
Die genaue Bestimmung der Kontaktzeiten bei Sternbedeckungen durch den Mond ermöglicht eine genaue Vermessung der Mondbahn. Durch zeitlich hoch aufgelöste Beobachtungen von Sternbedeckungen durch den Mond ist es in einigen Fällen auch möglich, den Durchmesser des bedeckten Sternes direkt zu bestimmen.
Anhand von streifenden Sternbedeckungen, bei denen der Rand des Erdmondes einen Stern verdunkelt, kann das Profil der Mondoberfläche relativ genau bestimmt werden. Streifende Sternbedeckungen werden häufig von Amateurastronomen beobachtet und ausgewertet. Analog hierzu werden Verdunkelungen von Fixsternen durch Asteroiden genutzt, um mehr über dessen Gestalt zu erfahren. Organisiert über das Internet, betrachten mehrere Astronomen die Bedeckung gleichzeitig, um dann aus ihrer örtlichen Verteilung den durch den Asteroiden geworfenen Schatten rückzurechnen und bildlich darzustellen.

Die selbst mit den stärksten Fernrohren der Welt nicht direkt sichtbaren Ringe des Planeten Uranus wurden bei einer Bedeckung des Sterns SAO 158687 (HIP 71567) durch diesen Planeten am 10. März 1977 entdeckt. Vor und nach dem Durchgang des Planeten wurde das Licht des dahinter liegenden Sterns mehrfach kurz verdunkelt. 
Planetenbedeckungen durch den Mond und gegenseitige Bedeckungen von Planeten besitzen nur eine geringe wissenschaftliche Bedeutung, da die Kontaktzeiten bei geringerer Leuchtkraft des bedeckten Objekts schlecht zu bestimmen sind.

## Radio-Okkultation
Siehe Hauptartikel: Radio-Okkultation
Die Radiookkultation ist eine neue Methode, um die Atmosphäre von Planeten zu untersuchen. Dabei wird das Radiosignal eines Satelliten beobachtet, der hinter einem Himmelskörper verschwindet. Bei der Erde sind GPS-Satelliten geeignete Sender. Aus der genauen Kenntnis des gesendeten Signals erhält man über den Vergleich mit dem empfangenen Signal, das seinen Weg durch die Atmosphäre der Erde nahm, Hinweise auf die Eigenschaften der Atmosphäre. Beispielsweise wurde das wissenschaftliche Programm des Satelliten CHAMP um diese Art der Atmosphärenfernerkundung erweitert, um Informationen über die Temperatur- und Wasserdampfverteilung der Erdatmosphäre zu erhalten.

## Gegenseitige Bedeckungen

Gegenseitige Bedeckung bei einem bedeckungsveränderlichen Stern

Gegenseitige Bedeckungen zweier Himmelskörper sind nur dann möglich, wenn der eine vom Beobachter aus gesehen sowohl vor als auch hinter den anderen treten kann. Da in fast allen bekannten Fällen die beiden Körper nicht gleich groß sind, ist eine dieser Bedeckungen ein Durchgang.
Die folgenden Fälle gegenseitiger Bedeckungen existieren:
- bedeckungsveränderliche Sterne
- äußere Planeten und ihre Monde (Transite größerer Monde können beobachtet werden)
- Zwerg- bzw. Kleinplaneten und ihre Monde
- Monde eines Planeten (z. B. gegenseitige Bedeckungen der Jupitermonde)
- Merkur und Sonne (Merkurtransit, Bedeckung von Merkur durch die Sonne)
- Venus und Sonne (Venustransit, Bedeckung von Venus durch die Sonne)
- Merkur und Venus (einzige Planeten, die sich gegenseitig bedecken können)

## Häufigkeit/Auftreten
Bedeckungen von Fixsternen und Planeten durch den Mond treten relativ häufig auf, weil der Mond einen Winkeldurchmesser von 30 Bogenminuten und als erdnaher Körper eine große Horizontalparallaxe zeigt. Da in einem Zeitraum von 18,6 Jahren die Knoten des Mondes einmal retrograd durch die Ekliptik wandern, werden während dieser Zeitspanne praktisch alle Sterne, die sich in einem Gebiet von 6 Grad nördlich bzw. südlich der Ekliptik befinden, irgendwann einmal bedeckt. Allerdings können von einem gegebenen Ort aus natürlich nicht alle diese Bedeckungen beobachtet werden, denn sie können zu einer Zeit stattfinden, da der Mond unter dem Horizont steht, oder die Bedeckung kann der Parallaxe wegen nur in anderen Regionen beobachtbar sein. Eine weitere Einschränkung kommt dadurch hinzu, dass manche Bedeckungen nicht oder nur extrem schwer zu beobachten sind, wenn sie am Taghimmel stattfinden.
Bedeckungen von Sternen und Planeten durch die Sonne sind nicht gerade selten, aber wegen ihrer Unbeobachtbarkeit (zumindest mit den üblichen optischen Geräten, nicht unbedingt mit radioastronomischen Methoden, sofern das zu bedeckende Objekt eine Radioquelle ist) uninteressant. Allerdings wurden Bedeckungen von Radioquellen (beispielsweise Quasare) durch die Sonne dazu benutzt, die allgemeine Relativitätstheorie zu überprüfen.
Bedeckungen heller Sterne durch Planeten, Monde anderer Planeten oder Planetoiden sowie gegenseitige Bedeckungen von Planeten sind außerordentlich seltene Himmelsereignisse. Sie sind wegen der Planetenparallaxe auch nicht unbedingt überall beobachtbar, wo der Planet zum Zeitpunkt der Bedeckung über dem Horizont steht. Solche Ereignisse sind deshalb so selten, weil Planeten langsamer über dem Himmel ziehen als der Mond und sie zudem einen viel kleineren Winkeldurchmesser haben als er. Außerdem gibt es noch weitaus größere Einschränkungen, welche Sterne überhaupt bedeckt werden können, denn im Unterschied zum Mond wandern die Bahnknoten der Planeten nur sehr langsam (Umlaufzeit > 10.000 Jahre versus 18,6 Jahre beim Mond). So können nicht alle Fixsterne, die sich innerhalb des Wertes der maximalen ekliptikalen Breite befinden, die ein Planet erreichen kann, auch bedeckt werden. So kann im Zeitraum von ca. 5000 v. Chr. bis 5000 n. Chr. kein Planet den Fixstern Aldebaran bedecken. Von den anderen drei ekliptiknahen Sternen 1. Größe (Antares, Spica und Regulus) kann im Zeitraum von 5000 v. Chr. und 5000 n. Chr. Antares nur von der Venus bedeckt werden, weil nur dieser Planet Antares sowohl nördlich als auch südlich passieren kann. Bedeckungen von Spica und Regulus sind in diesem Zeitraum nur durch die unteren Planeten Merkur und Venus möglich, da nur diese Planeten sowohl nördlich als auch südlich an diesen beiden Sternen vorbeiziehen können. In ferner Vergangenheit und ferner Zukunft ändert sich dies wegen der Knotenwanderung (und ggf. auch durch die Eigenbewegung der Fixsterne). Zurzeit ist Nunki der hellste Fixstern, der prinzipiell von einem oberen Planeten bedeckt werden kann, und zwar durch den Mars. Allerdings erfolgte dies zuletzt am 3. September 423.
Okkultationen von hellen Fixsternen (<4 mag) und Planeten durch Planeten

zwischen 1800 und 2100
| Tag                | Uhrzeit (WZ) | Bedeckender Planet | Bedecktes Objekt   | Helligkeit bedecktes Objekt | Elongation zur Sonne |
| ------------------ | ------------ | ------------------ | ------------------ | --------------------------- | -------------------- |
| 14. Februar 1800   | 4:34:48      | Venus              | Pi Sagittarii      | 2,9 mag                     | 41,9°                |
| 8. Juni 1802       | 5:36:15      | Merkur             | Epsilon Geminorum  | 3,1 mag                     | 20,6°                |
| 9. Dezember 1808   | 20:33:50     | Merkur             | Saturn             | 0,5 mag                     | 20,3°                |
| 20. Februar 1807   | 8:02:20      | Merkur             | Iota Aquarii       | 4,3 mag                     | 5,2°                 |
| 20. Mai 1808       | 4:14:05      | Jupiter            | Phi Aquarii        | 4,2 mag                     | 74,5°                |
| 23. Januar 1809    | 18:03:14     | Venus              | Phi Aquarii        | 4,2 mag                     | 41,1°                |
| 2. Mai 1813        | 14:03:26     | Merkur             | Omikron Piscium    | 4,3 mag                     | 16,7°                |
| 9. Juni 1815       | 13:12:00     | Merkur             | Epsilon Geminorum  | 3,1 mag                     | 19,7°                |
| 3. Januar 1818     | 21:47:06     | Venus              | Jupiter            | −1,8 mag                    | 16,4°                |
| 29. September 1817 | 3:14:30      | Venus              | Regulus            | 1,4 mag                     | 38,3°                |
| 5. Juli 1837       | 14:38:45     | Merkur             | Zeta Tauri         | 3,0 mag                     | 20,9°                |
| 27. September 1843 | 17:47:57     | Venus              | Eta Virginis       | 3,9 mag                     | 1,9°                 |
| 8. Juni 1848       | 4:25:46      | Merkur             | Epsilon Geminorum  | 3,1 mag                     | 20,5°                |
| 13. Oktober 1857   | 18:19:26     | Merkur             | Eta Virginis       | 3,9 mag                     | 17,6°                |
| 4. Dezember 1858   | 5:32:56      | Mars               | Iota Capricorni    | 4,3 mag                     | 63,9°                |
| 9. Juni 1861       | 12:23:31     | Merkur             | Epsilon Geminorum  | 3,1 mag                     | 19,5°                |
| 6. März 1862       | 9:32:14      | Merkur             | Theta Aquarii      | 4,2 mag                     | 14,5°                |
| 23. Dezember 1865  | 17:05:00     | Merkur             | My Sagittarii      | 3,8 mag                     | 2,4°                 |
| 19. Juni 1884      | 14:29:09     | Merkur             | Epsilon Tauri      | 3,5 mag                     | 21,9°                |
| 16. Juli 1884      | 20:12:08     | Venus              | Lambda Geminorum   | 3,6 mag                     | 9,3°                 |
| 21. November 1890  | 7:57:44      | Venus              | 36 Ophiuchi        | 4,3 mag                     | 19,8°                |
| 3. Juli 1900       | 18:15:58     | Merkur             | Delta Cancri       | 3,9 mag                     | 26°                  |
| 9. Dezember 1906   | 17:25:00     | Venus              | Akrab              | 2,6 mag                     | 14,9°                |
| 27. Juli 1910      | 2:48:35      | Venus              | Eta Geminorum      | 3,3 mag                     | 31°                  |
| 7. Dezember 1911   | 10:06:20     | Merkur             | Kaus Borealis      | 2,8 mag                     | 21°                  |
| 26. Februar 1926   | 11:36:09     | Merkur             | Phi Aquarii        | 4,2 mag                     | 9°                   |
| 29. Januar 1931    | 18:10:32     | Merkur             | Omikron Sagittarii | 3,8 mag                     | 24,9°                |
| 24. Dezember 1937  | 18:21:00     | Merkur             | Omikron Sagittarii | 3,8 mag                     | 11,6°                |
| 10. Juni 1940      | 2:19:51      | Merkur             | Epsilon Geminorum  | 3,1 mag                     | 20.2°                |
| 6. Juli 1943       | 10:48:25     | Merkur             | 1 Geminorum        | 4,2 mag                     | 13,4°                |
| 25. Oktober 1947   | 1:38:22      | Venus              | Zuben-el-dschenubi | 2,8 mag                     | 13.6°                |
| 7. Juli 1959       | 14:29:03     | Venus              | Regulus            | 1,4 mag                     | 44,5°                |
| 8. März 1963       | 2:09:27      | Merkur             | Iota Aquarii       | 4,3 mag                     | 18,7°                |
| 7. Juli 1963       | 19:33:26     | Venus              | 1 Geminorum        | 4,2 mag                     | 14,5°                |
| 27. September 1965 | 15:24:31     | Merkur             | Eta Virginis       | 3,9 mag                     | 1,4°                 |
| 13. Mai 1971       | 19:44:34     | Jupiter            | Akrab              | 2,6 mag                     | 169.6°               |
| 22. November 1971  | 15:07:28     | Venus              | 44 Ophiuchi        | 4,2 mag                     | 22,3°                |
| 24. September 1974 | 7:50:35      | Neptun             | Psi Ophiuchi       | 4,5 mag                     | 66,3°                |
| 17. Dezember 1975  | 23:20:44     | Merkur             | Kaus Borealis      | 2,8 mag                     | 10,8°                |
| 8. April 1976      | 0:46:36      | Mars               | Epsilon Geminorum  | 3,1 mag                     | 81,3°                |
| 27. September 1977 | 11:41:01     | Merkur             | Sigma Leonis       | 4,1 mag                     | 16°                  |
| 17. November 1981  | 15:34:05     | Venus              | Nunki              | 2,1 mag                     | 47°                  |
| 18. Dezember 2000  | 5:07:13      | Merkur             | 44 Ophiuchi        | 4,2 mag                     | 4,4°                 |
| 8. März 2009       | 1:23:58      | Merkur             | Iota Aquarii       | 4,3 mag                     | 18,9°                |
| 16. April 2014     | 18:05:23     | Venus              | Lambda Aquarii     | 3,7 mag                     | 44,9°                |
| 26. Oktober 2021   | 14:48:46     | Venus              | 36 Ophiuchi        | 4,3 mag                     | 47°                  |
| 15. August 2028    | 3:29:02      | Venus              | Ny Geminorum       | 4,1 mag                     | 45,7°                |
| 31. Januar 2034    | 10:31:42     | Venus              | Iota Capricorni    | 4,3 mag                     | 6,7°                 |
| 17. Februar 2035   | 15:19:21     | Venus              | Pi Sagittarii      | 2,9 mag                     | 42.1°                |
| 14. September 2038 | 1:00:35      | Merkur             | Sigma Leonis       | 4,1 mag                     | 2,7°                 |
| 1. Oktober 2044    | 21:59:46     | Venus              | Regulus            | 1,4 mag                     | 38,9°                |
| 11. November 2044  | 0:13:33      | Venus              | Theta Virginis     | 4,4 mag                     | 30,4°                |
| 19. August 2045    | 14:34:57     | Merkur             | Delta Cancri       | 3,9 mag                     | 17,7°                |
| 10. Oktober 2045   | 23:34:24     | Saturn             | Psi Ophiuchi       | 4,5 mag                     | 50,1°                |
| 5. Februar 2050    | 17:18:45     | Mars               | Omega Ophiuchi     | 4,5 mag                     | 66,8°                |
| 6. März 2052       | 0:59:18      | Merkur             | Lambda Piscium     | 4,5 mag                     | 11,7°                |
| 22. November 2065  | 12:40:07     | Venus              | Jupiter            | −1,7 mag                    | 7,9°                 |
| 15. Juli 2067      | 11:53:29     | Merkur             | Neptun             | 8,0 mag                     | 18.4°                |
| 13. Juli 2068      | 21:22:36     | Venus              | Delta1 Tauri       | 3,8 mag                     | 44,6°                |
| 22. Februar 2070   | 18:31:01     | Merkur             | Iota Aquarii       | 4,3 mag                     | 5,2°                 |
| 30. September 2078 | 5:41:43      | Venus              | Eta Virginis       | 3,9 mag                     | 2,1°                 |
| 2. Oktober 2078    | 10:10:13     | Jupiter            | Omega Ophiuchi     | 4,5 mag                     | 61,1°                |
| 11. August 2079    | 1:26:27      | Merkur             | Mars               | 1,7 mag                     | 11,3°                |
| 14. Dezember 2084  | 23:23:50     | Venus              | Akrab              | 2,6 mag                     | 19,6°                |
| 16. Dezember 2084  | 19:40:15     | Merkur             | Ny Scorpii         | 4,0 mag                     | 20°                  |
| 27. Oktober 2088   | 13:38:22     | Merkur             | Jupiter            | −1,7 mag                    | 4,7°                 |
| 15. Juli 2092      | 17:01:13     | Venus              | Delta3 Tauri       | 4,3 mag                     | 45,5°                |
| 7. April 2094      | 10:42:33     | Merkur             | Jupiter            | −2,1 mag                    | 1,8°                 |

Diese Ereignisse sind nur dort sichtbar, wo zur angegebenen Zeit beide Gestirne über dem Horizont am Nachthimmel stehen. Aber auch dort wird die Beobachtung mancher dieser Ereignisse durch die am Himmel in der Nähe stehende Sonne hochgradig erschwert.